# Kell Kelly
Pour les articles homonymes, voir John Kelly et Kelly.
John Brendan Kelly, Jr. dit Kell Kelly, né le 24 mai 1927 à Philadelphie et mort le 2 mars 1985, est un rameur américain, champion olympique d'aviron et brièvement président du Comité olympique et paralympique des États-Unis.

## Biographie
Fils de John Kelly, Sr. et de Margaret Katherine Majer, il est le frère de Grace Kelly et l'oncle maternel d'Albert II de Monaco.
Il se fait battre par Jean Séphériades lors du Diamond Challenge Sculls de janvier 1946.
Il remporte une médaille de bronze aux Jeux olympiques d'été de 1956.
En 1975, l'aventure très médiatisée de Kelly avec une femme transgenre, du nom de Rachel Harlow, a joué un rôle dans sa décision d'abandonner la course à la mairie de Philadelphie, lorsque l'opposition a menacé de faire campagne avec le slogan "Voulez-vous de Rachel Harlow comme Première Dame de Philadelphie ?".

Il dirige le Comité olympique des États-Unis de février 1985 jusqu'à son décès, un mois plus tard.

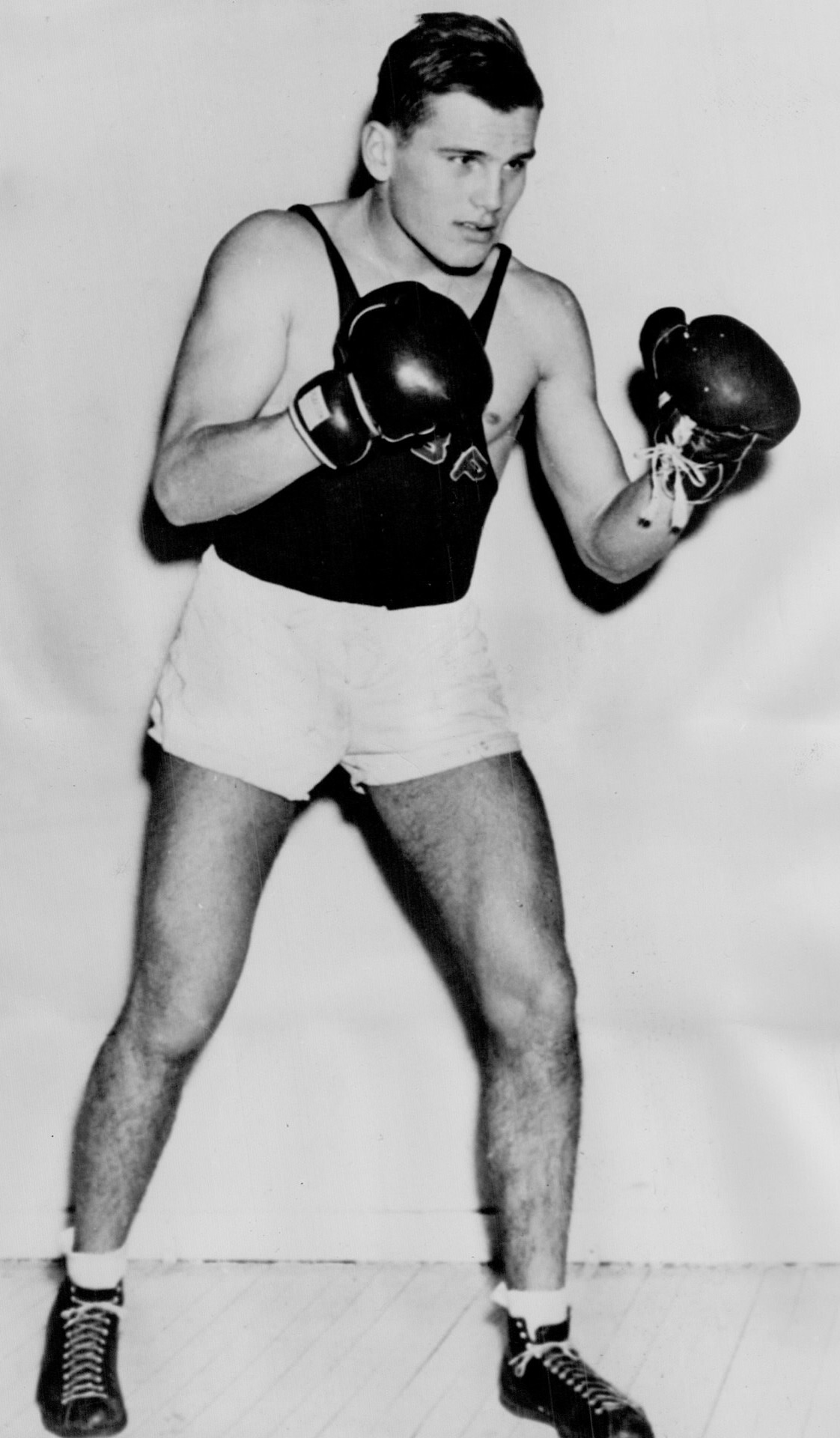
Kelly en 1945
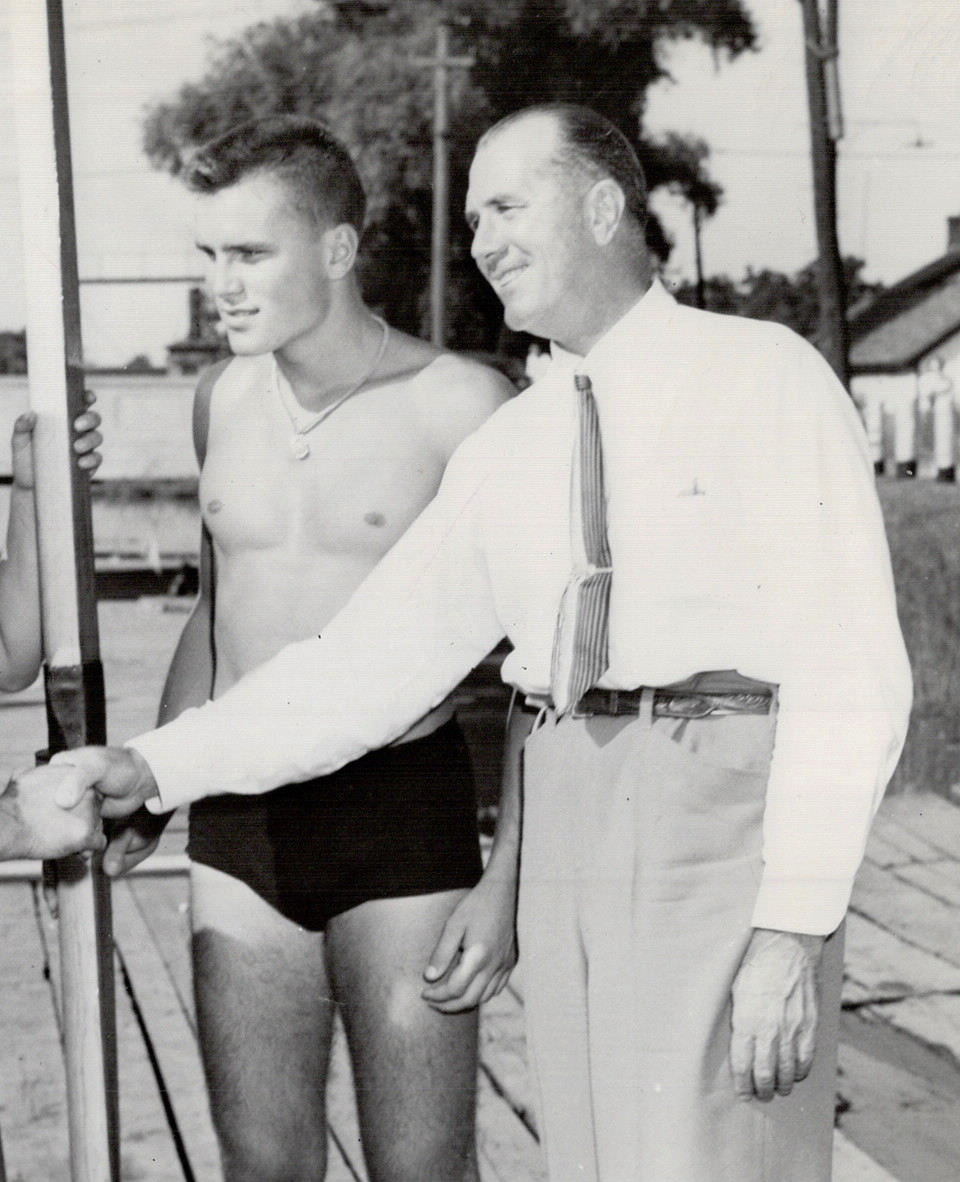
Kelly avec son père en 1945
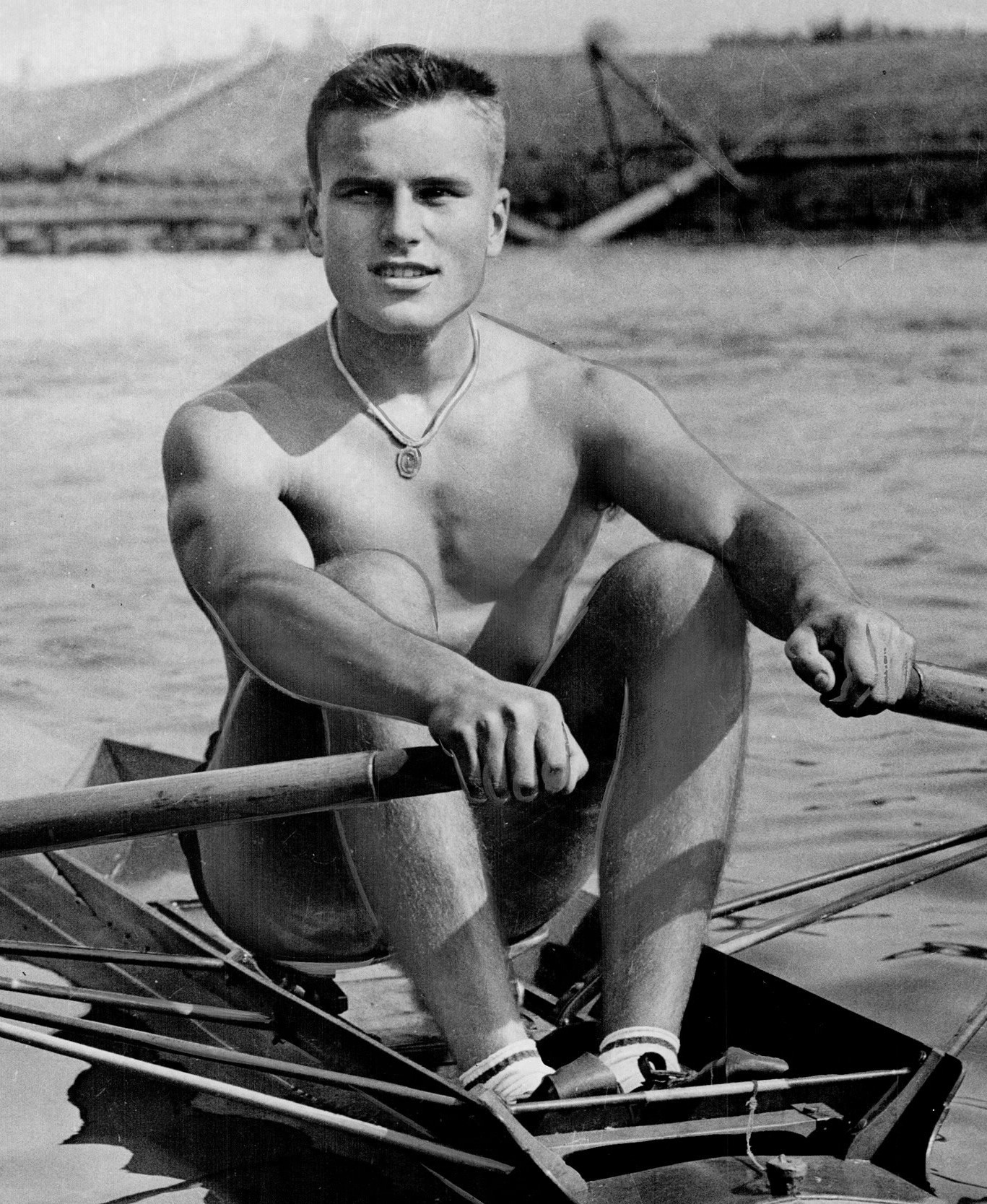
John B. Kelly Jr en 1945
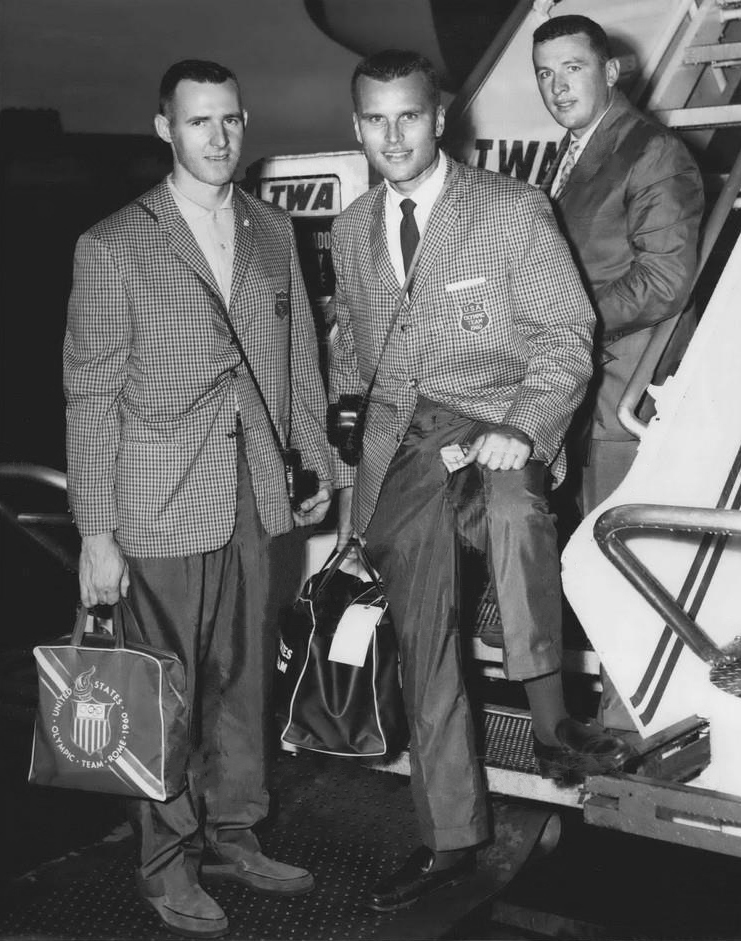
Kelly (centre) en 1960